# کنستانتین شاین
کنستانتین شاین (روسی: Константин Вениаминович Олькеницкий؛ ۲۹ نوامبر ۱۸۸۸ – ۱۵ نوامبر ۱۹۷۴) بازیگر، و بازیگر سینما اهل امپراتوری روسیه بود.
از فیلم‌ها یا برنامه‌های تلویزیونی که وی در آن نقش داشته است می‌توان به راپسودی، سرگیجه، زنگها برای که به صدا در می‌آیند، پنج گور تا قاهره، مأموریت به مسکو، غریبه، زندگی پنهان والتر میتی، چهارراه هفتم، ۵ انگشت، گذرگاهی به سوی مارسی، دانوب سرخ، گریه شهر، و هیچ جز قلب تنها اشاره کرد.